# Memoire sur la Famille des Rhamnees
Memoire sur la Famille des Rhamnees (abreviado Mém. Fam. Rhamnées) es un libro con ilustraciones y descripciones botánicas que fue escrito por el médico, botánico y fitopaleontólogo francés Adolphe Theodore Brongniart. Fue publicado en el año 1826. 